# Żminne
Żminne – wieś w Polsce położona w województwie lubelskim, w powiecie parczewskim, w gminie Siemień. Leży w dolinie Tyśmienicy – strefie objętej programem NATURA 2000. W miejscowości jest zabytkowe założenie dworsko-parkowe.
W latach 1975–1998 miejscowość administracyjnie należała do województwa bialskopodlaskiego.
Wieś stanowi sołectwo w gminie Siemień. Według Narodowego Spisu Powszechnego z roku 2011 wieś liczyła 264 mieszkańców.
Wierni Kościoła rzymskokatolickiego należą do parafii Opatrzności Bożej w Parczewie.

## Historia
Zminne bo taką nazwą posługiwano się w XIX wieku to wieś z folwarkiem nad rzeką Tyśmienicą, powiecie Parczewskim, gminie Siemień, parafii Parczew. Wieś odległa 20 wiorst od Radzynia, około roku 1895 posiadała 27 domów i 230 mieszkańców. W spisie z 1827 roku występuje 26 domów zamieszkałych przez 178 mieszkańców. W roku 1885 folwark Zminne posiadał rozległość 1050 mórg, las nieurządzony i wiatrak. We wsi Zminne osad 25, z gruntem 678 mórg. Do dóbr Zminne należał poprzednio folwark Okalew. W roku 1668 Zminne wchodziło w skład starostwa parczewskiego.
Uwaga! Odmiana w miejscowniku: Żminnem nie Żminnym